# Вишни Комарњик
Вишни Комарњик (слч. Vyšný Komárnik) насељено је мјесто са административним статусом сеоске општине (слч. obec) у округу Свидњик, у Прешовском крају, Словачка Република.

## Становништво
| Година:    | 1994. | 2004.   | 2014.   | 2024.   |
| ---------- | ----- | ------- | ------- | ------- |
| Број људи: | 74    | 76      | 71      | 64      |
| Разлика:   |       | +2,70 % | -6,57 % | -9,85 % |

| Година:    | 2023. | 2024.   |
| ---------- | ----- | ------- |
| Број људи: | 68    | 64      |
| Разлика:   |       | -5,88 % |

Према подацима о броју становника из 2024. године насеље је имало 64 становника.